# Tadeusz Mokłowski
Tadeusz Mokłowski (ur. 30 października 1878 w Kosowie, zm. 22 kwietnia 1956 w Penrhos) – polski chemik, podpułkownik saperów, brat Kazimierza.
W czasie I wojny światowej służył w II Brygadzie Legionów pod dowództwem Józefa Hallera. W okresie niepodległości służył w formacjach chemicznych Wojska Polskiego we Lwowie, Wilnie i Warszawie. Jest autorem wynalazku prochu odpornego na działanie wilgoci. Podczas okupacji wykonywał ładunki wybuchowe dla podziemia, w wyniku czego stracił rękę i został aresztowany, a następnie osadzony w oflagu w Murnau. Po wojnie osiadł w Wielkiej Brytanii, od 1955 zamieszkał w Domu Polskim w Penrhos, tam też zmarł,  pochowany na cmentarzu w Wrexham w Walii (kwatera E, gr.10291).

## Odznaczenia
- Krzyż i Medal Niepodległości
- Krzyż Walecznych